# Laos
La República Popular Democràtica de Laos, també anomenat el Lao, és un estat del sud-est de l'Àsia, a la península d'Indoxina. Limita amb Birmània i la República Popular de la Xina al nord-oest, Vietnam a l'est, Cambodja al sud-est i Tailàndia a l'oest i sud-oest. La seva capital i ciutat més poblada és Vientiane. La seva superfície és de 236 800 km² i una població estimada en 2017 de poc menys de 7 milions d'habitants.
El regne precursor a l'actual Laos és el regne de Lan Xang, que va existir entre el segle XIV i el segle xviii com un dels regnes més grans del sud-est asiàtic. A causa de la seva ubicació geogràfica central al sud-est asiàtic, el regne es va convertir en un centre de comerç terrestre i es va enriquir econòmicament i culturalment. Després d'un període de conflicte intern, Lan Xang es va dividir en tres regnes separats: Luang Prabang, Vientiane i Champasak. El 1893 els tres territoris van quedar sota un protectorat francès i es van unir per formar el que ara es coneix com a Laos. El 1945 va ser independent durant un breu període després de l'ocupació japonesa però va ser recolonitzada per França fins que va obtenir autonomia el 1949. Laos es va independitzar el 1953, amb una monarquia constitucional encapçalada per Sisavang Vong. Posteriorment va començar una guerra civil, que va veure com la resistència comunista, recolzada per la Unió Soviètica, lluitava contra la monarquia que més tard va quedar sota la influència dels règims militars recolzats pels Estats Units. Després de finalitzar la guerra del Vietnam, el 1975, va arribar al poder el comunista Pathet Lao, que va posar fi a la guerra civil. Laos va dependre de l’ajut econòmic i militar de la Unió Soviètica fins a la seva dissolució, el 1991.
Laos és membre de l'Acord comercial Asia-Pacífic, de l'ASEAN, de la Cimera d'Àsia Oriental i de la Francofonia. Laos va sol·licitar l'adhesió a l'Organització Mundial del Comerç el 1997 i el 2 de febrer de 2013 se li va concedir la pertinença plena. És una república socialista de partit únic, que defensa el marxisme-leninisme i està governada pel Partit Popular Revolucionari de Laos.
Els laosians, dominants políticament i culturalment, representen el 53,2% de la població, principalment a les terres baixes. Els grups mon-khmer, els hmong i altres tribus indígenes de les muntanyes viuen als contraforts i les muntanyes. Les estratègies de desenvolupament de Laos es basen en la generació d’electricitat a partir dels rius i la venda d’energia als seus veïns, concretament Tailàndia, Xina i el Vietnam, així com la seva iniciativa per convertir-se en una nació “lligada a la terra”, com demostra la construcció de quatre nous ferrocarrils que connecten Laos i els països veïns.  El Banc Mundial ha descrit Laos com una de les economies de més ràpid creixement del sud-est asiàtic i el Pacífic, amb un creixement anual del PIB del 7,7% des del 2009.

## Història

Escut reial de Laos. El darrer govern monàrquic de Laos va durar del 1904 al 1975

No es tenen massa dades de la prehistòria i història antiga de Laos. Ens trobem amb una manca de restes materials i evidències escrites. Alhora, no existeixen pràcticament investigadors dedicats a la recerca acadèmica d'aquesta regió. Així doncs, les primeres manifestacions arqueològiques en aquest territori és l'anomenada «Plana de les gerres» o altiplà de Tran Ninh és una regió muntanyosa al nord de Laos on s'ha documentat un paisatge arqueològic megalític compost de dues mil gerres de dimensions molt variables fetes de pedra arenisca o també granit. Una part d'aquesta vasta regió on hi trobem aquestes gerres, encara avui, conté explosius de la guerra de Vietnam, dificultant-ne la conservació, estudi i divulgació.
Se sol dir que la història de Laos com a estat amb identitat pròpia comença al segle xv amb la fundació del regne de Lan Xang per Fa Ngum.
Al segle xix, durant l'era colonial, Laos fou incorporat a la Indoxina francesa com a 'Protectorat'. Després d'una breu ocupació japonesa durant la Segona Guerra Mundial, el país va declarar la seva independència en 1945, però els francesos van reafirmar el seu control i només en 1950 Laos va obtenir una semiautonomia com un "estat associat" dins de la Unió Francesa.

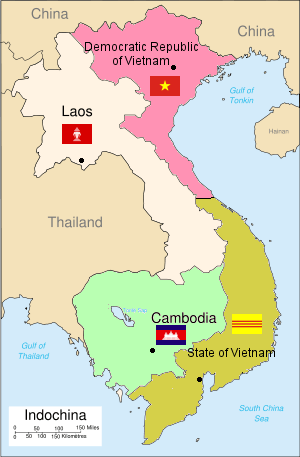
La participació de la Indoxina francesa en els nous estats de Laos, Cambodja, Vietnam del Nord i Vietnam del sud

Els francesos van continuar tenint el control de facto fins a la Conferència de Ginebra de 1954, quan Laos va obtenir la independència completa com una monarquia constitucional després de la derrota francesa a la Guerra d'Indoxina. A mitjans del segle xx, poc després de la independència, l'any 1954, Laos fou involucrat a la Guerra del Vietnam. Durant la dècada dels seixanta la CIA va dur una "guerra secreta" al territori laosià amb matances no declarades obertament que varen desestabilitzar el país. Com a conseqüència d'aquesta guerra bruta imposada pels EUA va esclatar la Guerra Civil de Laos entre el govern monàrquic establert del Regne de Laos i les guerrilles comunistes del Pathet Lao.
La guerra civil va acabar l'any 1975 amb l'abdicació de la monarquia i la institució d'un govern de caràcter marxista que encara perdura. El rei, la reina, el príncep hereu i els germans del rei foren portats a un "camp de reeducació" comunista lluny de la capital, on varen morir poc després. Altres membres de la monarquia es varen exiliar. Soulivong Savang és actualment el cap de la família reial Lao i viu a l'exili a França.

## Geografia
Laos és l'únic país sense mar al sud-est asiàtic. El 65 % de la superfície està coberta per una densa vegetació pròpia de les selves subtropicals. El país és molt muntanyós, sent el cim més elevat el Phou Bia, de 2.818 metres. El riu Mekong forma la major part de la frontera amb Tailàndia, mentre la Serralada Annamita ho fa amb el Vietnam. Les Muntanyes de Luang Prabang formen la frontera nord-oest amb les terres altes tailandeses. Destaquen dos altiplans, el de Tran-Ninh al nord i el de Bolaven a l'extrem sud. Es pot considerar que Laos consta de tres àrees geogràfiques: nord, central i sud.
El 1993 el govern de Laos va destinar el 21% de la superfície terrestre a la preservació i conservació de l'hàbitat. És un dels quatre països de la regió coneguda com el "Triangle d'Or" on es cultiva opi. El 2007 s'hi destinaven uns 15 quilòmetres quadrats, respecte dels 18 del 2006.

### Clima
El clima és majoritàriament tropical, fortament influït pel monsó. Hi ha una estació de pluges que va de maig a octubre, a la qual segueix una estació seca de novembre a abril. La tradició local sosté que hi ha tres estacions (plujosa, fresca i calorosa), ja que els dos darrers mesos de la temporada seca climatològicament definida són sensiblement més càlids que els primers quatre mesos.

### Divisions administratives
Laos es divideix en 17 províncies (khoueng) i una prefectura (kampheng nakhon), que inclou la capital Vientiane (Nakhon Louang Viangchan). El 13 de desembre de 2013 es va crear una nova província, la província de Xaisomboun. Les províncies es divideixen en districtes (muang) i després pobles (ban). Un poble "urbà" és essencialment una ciutat.
La capital i la ciutat més gran de Laos és Vientiane. També són importants Luang Prabang, Savannakhet i Pakse.
| \| Núm. \| Subdivisions \| Capital \| Superfície (km²) \| Població \| \| ---- \| ----------------------- \| ------------------------------------------ \| ---------------- \| -------- \| \| 1 \| Attapeu \| Attapeu (Districte de Samakkhixay) \| 10,320 \| 114,300 \| \| 2 \| Bokeo \| Ban Houayxay (Districte d'Houay Xay) \| 6,196 \| 149,700 \| \| 3 \| Bolikhamsai \| Paksan (Districte de Paksane) \| 14,863 \| 214,900 \| \| 4 \| Champasak \| Pakse (Districte de Pak Sé) \| 15,415 \| 575,600 \| \| 5 \| Houaphanh \| Xam Neua (Districte de Xam Neua) \| 16,500 \| 322,200 \| \| 6 \| Khammouane \| Thakhek (Districte de Thakhek) \| 16,315 \| 358,800 \| \| 7 \| Luang Namtha \| Luang Namtha (Districte de Namtha) \| 9,325 \| 150,100 \| \| 8 \| Luang Prabang \| Luang Prabang (Districte de Luang Prabang) \| 16,875 \| 408,800 \| \| 9 \| Oudomxay \| Muang Xay (Districte de Xay) \| 15,370 \| 275,300 \| \| 10 \| Phongsaly \| Phongsali (Districte de Phongsaly) \| 16,270 \| 199,900 \| \| 11 \| Sainyabuli \| Sainyabuli (Districte de Xayabury) \| 16,389 \| 382,200 \| \| 12 \| Salavan \| Salavan (Districte de Saravane) \| 10,691 \| 336,600 \| \| 13 \| Savannakhet \| Savannakhet (Districte de Khanthaboury) \| 21,774 \| 721,500 \| \| 14 \| Sekong \| Sekong (Districte de Lam Mam) \| 7,665 \| 83,600 \| \| 15 \| Prefectura de Vientiane \| Vientiane (Districte de Chanthabouly) \| 3,920 \| 726,000 \| \| 16 \| Província de Vientiane \| Phonhong (Districte de Muang Phon-Hong) \| 15,927 \| 373,700 \| \| 17 \| Xiengkhouang \| Phonsavan (Districte de Pek) \| 15,880 \| 229,521 \| \| 18 \| Xaisomboun \| Anouvong (Districte de Anouvong) \| 8,300 \| 82,000 \| | Mapa actualitzat de les províncies de Laos (2014) |                                            |                  |          |
| Núm. | Subdivisions                                      | Capital                                    | Superfície (km²) | Població |
| 1 | Attapeu                                           | Attapeu (Districte de Samakkhixay)         | 10,320           | 114,300  |
| 2 | Bokeo                                             | Ban Houayxay (Districte d'Houay Xay)       | 6,196            | 149,700  |
| 3 | Bolikhamsai                                       | Paksan (Districte de Paksane)              | 14,863           | 214,900  |
| 4 | Champasak                                         | Pakse (Districte de Pak Sé)                | 15,415           | 575,600  |
| 5 | Houaphanh                                         | Xam Neua (Districte de Xam Neua)           | 16,500           | 322,200  |
| 6 | Khammouane                                        | Thakhek (Districte de Thakhek)             | 16,315           | 358,800  |
| 7 | Luang Namtha                                      | Luang Namtha (Districte de Namtha)         | 9,325            | 150,100  |
| 8 | Luang Prabang                                     | Luang Prabang (Districte de Luang Prabang) | 16,875           | 408,800  |
| 9 | Oudomxay                                          | Muang Xay (Districte de Xay)               | 15,370           | 275,300  |
| 10 | Phongsaly                                         | Phongsali (Districte de Phongsaly)         | 16,270           | 199,900  |
| 11 | Sainyabuli                                        | Sainyabuli (Districte de Xayabury)         | 16,389           | 382,200  |
| 12 | Salavan                                           | Salavan (Districte de Saravane)            | 10,691           | 336,600  |
| 13 | Savannakhet                                       | Savannakhet (Districte de Khanthaboury)    | 21,774           | 721,500  |
| 14 | Sekong                                            | Sekong (Districte de Lam Mam)              | 7,665            | 83,600   |
| 15 | Prefectura de Vientiane                           | Vientiane (Districte de Chanthabouly)      | 3,920            | 726,000  |
| 16 | Província de Vientiane                            | Phonhong (Districte de Muang Phon-Hong)    | 15,927           | 373,700  |
| 17 | Xiengkhouang                                      | Phonsavan (Districte de Pek)               | 15,880           | 229,521  |
| 18 | Xaisomboun                                        | Anouvong (Districte de Anouvong)           | 8,300            | 82,000   |

## Economia
Laos és un dels pocs països socialistes del món actual. El govern va començar a descentralitzar el control i a promoure la iniciativa privada en 1986. Els resultats es van fer sentir: el creixement va aconseguir la mitjana del 6% a l'any en el període 1988-2008, excepte durant el curt període de la crisi asiàtica iniciada en 1997. Entre 2008 i 2012 el creixement va superar els 7% anual. No obstant això, el país roman amb una infraestructura poc desenvolupada, particularment a les àrees rurals. L'agricultura domina l'economia, emprant el 73% de la població i constituint el 23,7% del Producte Nacional Brut. Laos és ric en recursos minerals i importa petroli i gas. El 2018 ocupava el lloc número 139 de l'Índex de Desenvolupament Humà (IDH), cosa que indica un desenvolupament mitjà.

## Demografia i etnicitat

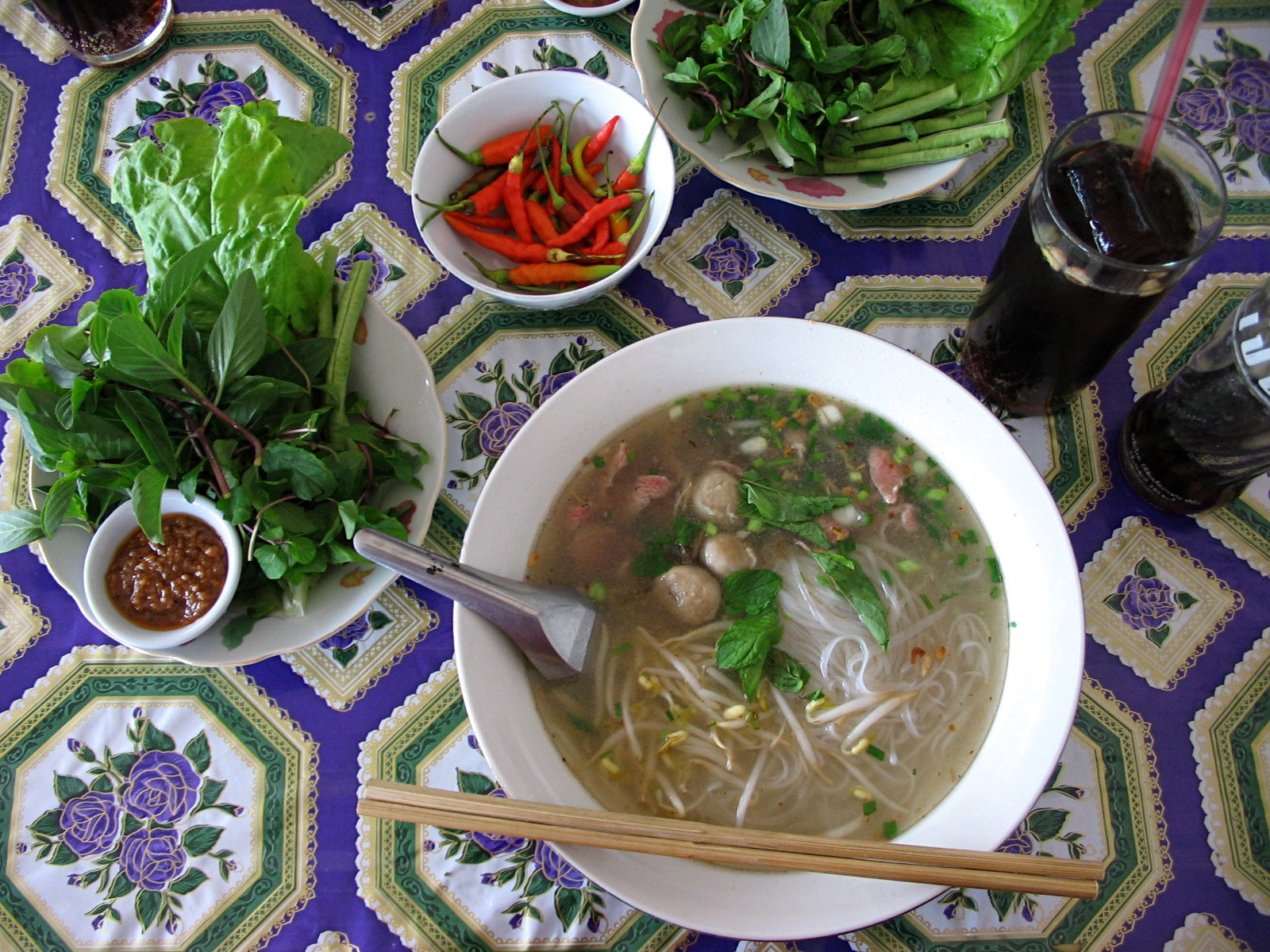
Cuina de Laos. Sopa tradicional acompanyada amb verdures

Laos és un estat amb una gran proporció de població rural. Àdhuc la capital, Vientiane (pronunciat "Viang-txan"), és una ciutat relativament petita amb només uns 200.000 habitants. Luang Prabang (103.000 habitants) és la segona ciutat del país i l'antiga seu reial de Laos. A aquestes ciutats es respira una atmosfera de tranquil·litat molt agradable, contràriament a altres capitals i ciutats d'aquesta zona d'Àsia on imperen el tràfic caòtic i la pol·lució.
El grup ètnic dominant és el Lao. La paraula "Laos" prové del Francès, on la "s" final és silenciosa.
La gent local s'anomenen "Lao" i coneixen llur país amb el nom de "Pathét Lao" (País Lao). Tenen molta afinitat ètnica, lingüística i cultural amb els habitants de l'Isaan, zona veïna al nord-est de Tailàndia, a l'altra banda del riu Mekong.
La festa més important a tot Laos és el Pimay (any nou), on se celebra el cap d'any Budista. La gent surt al carrer a llençar aigua als altres.
| 1960      | 1961      | 1962      | 1963      | 1964      | 1965      | 1966      | 1967      | 1968      | 1969      | 1970      | 1971      | 1972      | 1973      | 1974      | 1975      | 1976      | 1977      | 1978      | 1979      | 1980      | 1981      | 1982      | 1983      | 1984      | 1985      | 1986      | 1987      | 1988      | 1989      | 1990      | 1991      | 1992      | 1993      | 1994      | 1995      | 1996      | 1997      | 1998      | 1999      | 2000      | 2001      | 2002      | 2003      | 2004      | 2005      | 2006      | 2007      | 2008      | 2009      | 2010      | 2011      | 2012      | 2013      | 2017      |
| 2.119.731 | 2.169.035 | 2.219.669 | 2.271.735 | 2.325.343 | 2.380.603 | 2.436.999 | 2.494.491 | 2.554.162 | 2.617.482 | 2.685.174 | 2.758.694 | 2.836.932 | 2.915.019 | 2.986.320 | 3.046.549 | 3.093.537 | 3.130.003 | 3.162.568 | 3.200.598 | 3.250.924 | 3.315.725 | 3.393.250 | 3.481.583 | 3.577.281 | 3.677.692 | 3.782.195 | 3.891.340 | 4.004.881 | 4.122.737 | 4.244.520 | 4.369.940 | 4.497.827 | 4.625.861 | 4.751.142 | 4.871.472 | 4.986.592 | 5.096.724 | 5.200.898 | 5.298.146 | 5.388.281 | 5.470.169 | 5.545.245 | 5.619.069 | 5.699.112 | 5.790.646 | 5.895.930 | 6.013.278 | 6.139.127 | 6.267.968 | 6.395.713 | 6.521.314 | 6.645.827 | 6.769.727 | 6.858.160 |